# Том Еммер
Томас Ерл Еммер молодший  (англ. Thomas Earl Emmer Jr; народився 3 березня 1961) — американський адвокат і політик, заступник голови фракції більшості в Палаті представників з 2023 року та член Палати представників США від 6-го конгресового округу Міннесоти з 2015 року.
До свого обрання в Конгрес Еммер три терміни був членом Палати представників Міннесоти з 2005 по 2011 рік. Він програв губернаторські вибори Міннесоти 2010 року кандидату від Демократично-фермерсько-лейбористської партії Міннесоти (міннесотської філії Демократичної партії США) Марку Дейтону менш ніж на половину відсотка.
Еммер був обраний до Конгресу в 2014 році, вигравши місце в 6-му окрузі, яке звільнила Мішель Бахманн. Відтоді його чотири рази переобирали. Еммер очолював Національний республіканський комітет Конгресу з 2019 по 2023 рік. Після виборів до Палати представників Сполучених Штатів у 2022 році він переміг у перегонах за посаду заступника голови фракції більшості у Палаті представників.

## Ранні роки, освіта
Еммер народився в Саут-Бенді, Індіана; його родина пізніше переїхала до Едіни, Міннесота. Він відвідував Академію Святого Томаса, повністю чоловічу, католицьку, військову середню школу для підготовки до коледжу в Мендота-Гайтс, поблизу Сент-Пола.
Еммер навчався в Бостонському коледжі  та Університеті Аляски у Фербенксі , який закінчив у 1984 році зі ступенем бакалавра мистецтв у галузі політології. Грав у хокей за обидві школи. У 1988 році Еммер отримав ступінь доктора права в Коледжі права Вільяма Мітчелла в Сент-Полі, Міннесота.

## Кар'єра
Еммер розпочав свою юридичну кар’єру, представляючи інтереси міст і округів через Страховий фонд міст Ліги Міннесоти та Страховий фонд округів Міннесоти, розглядаючи позови проти поліцейських. Він також представляв волонтерів-пожежників, міських і окружних інспекторів і вирішував різноманітні питання землекористування. Він отримав ліцензію на юридичну практику в Міннесоті, Північній Дакоті та Вісконсині.
Еммер працював у міських радах в Індепенденсі, штат Міннесота, а потім у Делано, штат Міннесота.

### Палата представників Міннесоти
У 2004 році чинний представник штату від Республіканської партії Дік Боррелл з округу 19B Міннесоти вирішив піти у відставку. Округ 19B включає частини округів Райт і Геннепін, а також міста Отсего, Альбервіль, Сент-Майкл, Рокфорд, Делано, Монтроуз і Вейверлі. Еммер, кандидат від Республіканської партії, переміг демократа Лорі М. Шмідта, адвоката, на загальних виборах у листопаді 2004 року з рахунком 60 проти 40%.
У 2006 році Еммер переобрався на другий термін, набравши 61% голосів. У 2008 році він був переобраний на третій термін, набравши 61% голосів. У 2010 році він вирішив балотуватися на посаду губернатора Міннесоти, замість того, щоб переобратися.

### Губернаторські вибори 2010 року

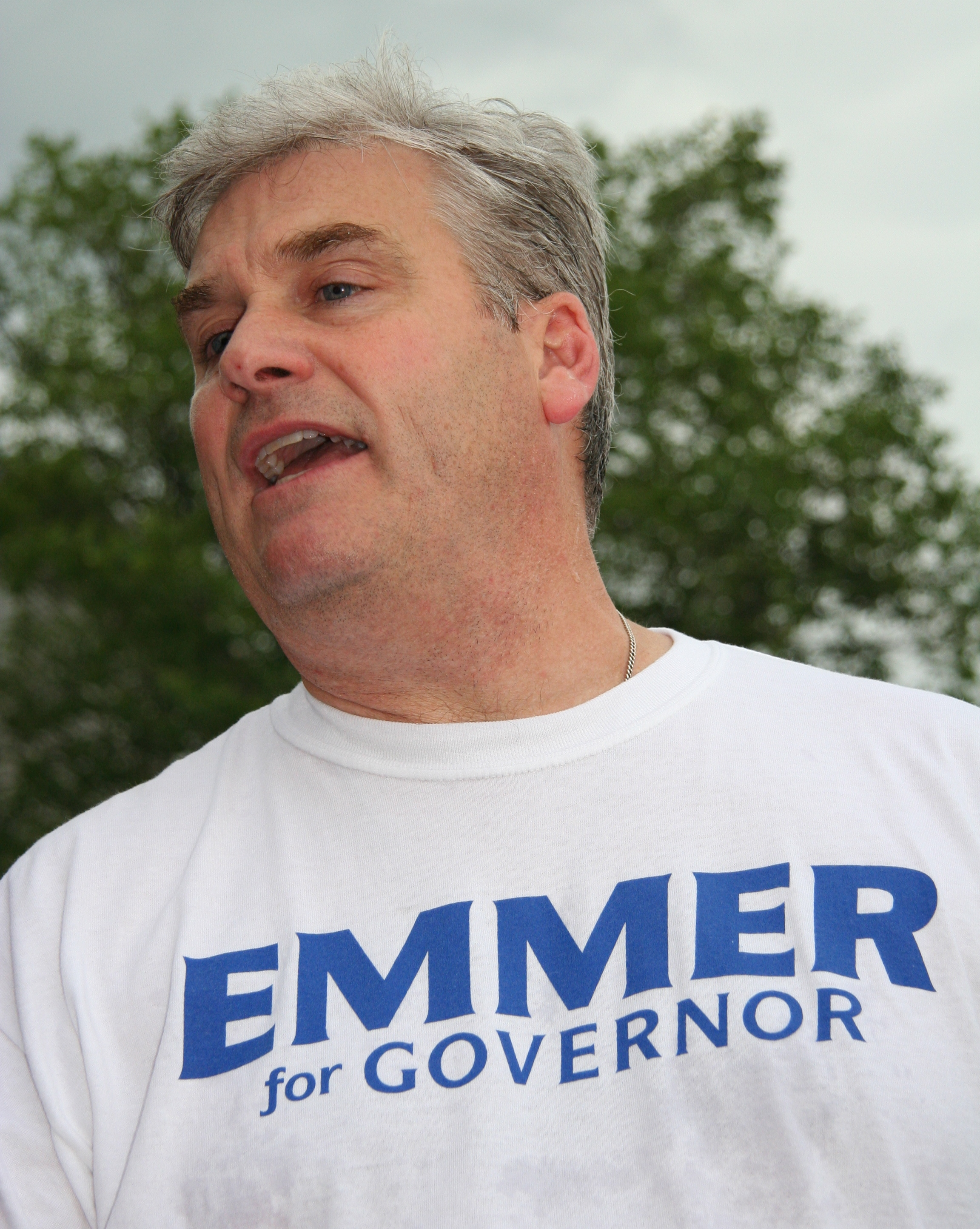
Кандидат Том Еммер у сорочці «Emmer for Governor» у 2010 році

Еммер офіційно оголосив про свою кандидатуру на посаду губернатора штату Міннесота в липні 2009 року  У січні 2010 року Еммер посів друге місце після Марті Зайферта в нічим не зобов’язуючому опитуванні учасників партійних зборів Республіканської партії. У квітні 2010 року Еммер оголосив, що його напарником буде член ради міст-близнюків Аннет Мікс. Еммер отримав підтримку колишнього губернатора Аляски Сари Пейлін, губернатора Тіма Поленті та лейтенанта-губернатора Керол Молнау. 30 квітня 2010 року Республіканська партія Міннесоти офіційно підтримала Еммера як свого кандидата в губернатори на з'їзді штату в Міннеаполісі. Його головний опонент, Марті Зайферт, знявся з перегонів і підтримав Еммера, коли стало очевидно, що Еммер наближається до порогу партійного схвалення. 10 серпня 2010 року Еммер переміг на праймеріз Республіканської партії, набравши 82% голосів, випередивши Боба Карні на 75 відсоткових пунктів.
Перегони привернули національну увагу як "перший випадок у цьому виборчому циклі, коли компанія постраждала від національних протестів через пожертвування на кампанію". Корпорація Target Corporation, що базується в Міннесоті, пожертвувала 150 000 доларів на новий комітет політичних дій Minnesota Forward, який оплачує рекламу, яка підтримала вибори губернатора Еммера. Еммер сказав, що вважав пожертвування Target проявом свободи слова та хотів, щоб його кампанія була зосереджена на економічних питаннях. Best Buy також пожертвував 100 000 доларів Minnesota Forward.
Еммер відстав від свого суперника від Демократичної партії Марка Дейтона на 9000 голосів за результатами перших загальних виборів, що є занадто мало, щоб викликати автоматичний перерахунок голосів. Більшість аналітиків вважали малоймовірним, що кампанія Еммера зможе надолужити таке відствання внаслідок перерахунку голосів. Після того, як перерахунок голосів мало змінив результати, Еммер визнав результати виборів 8 грудня 2010 року 

### Виборча діяльність після 2010 року
Еммер був зареєстрованим лобістом у Міннесоті  і вів ранкову розмовну радіопрограму з Бобом Девісом на радіостанції KTLK у Міннеаполісі.
На початку 2011 року він балотувався на вакантне місце в Міннесоті в Республіканському національному комітеті, але програв вибори комісару округу Геннепін Джеффу Джонсону.
У 2011 році Еммер організував захід, присвячений запуску президентської кампанії Рона Пола в Міннесоті.

## Палата представників США

### Вибори

#### 2014 рік
Після несподіваної відставки Мішель Бахманн, Еммер розглядався як можливий кандидат на місце в шостому конгресовому окрузі Міннесоти; його виборчий округ на виборах до Палати Представників штату включав велику частину західної частини округу для виборів до Конгресу. 5 червня 2013 року Еммер офіційно оголосив, що балотуватиметься на посаду кандидата від Республіканської партії. 4 лютого 2014 року Еммер отримав 67,9% голосів у 6-му окрузі. 12 квітня він отримав підтримку від Республіканської партії для висунення на першому турі голосування з 76%, але він все ще зіткнувся з основним викликом з боку двох своїх конкурентів, голови ради округу Анока Ронди Сівараджа та колишнього представника штату Філа Крінкі. Еммера підтримали Tea Party Express, Фонд дій Young Americans for Liberty  та багато законодавців Міннесоти. Він переміг на первинних виборах, набравши 73% голосів, і легко переміг на загальних виборах у листопаді.Шаблон:Election box begin no change Шаблон:Election box winning candidate with party link no change Шаблон:Election box candidate with party link no change Шаблон:Election box total no change

#### 2016 рік
У 2016 році Еммер переміг кандидата від Демократичної партії Девіда Снайдера, 66% проти 34%.

#### 2018 рік
У 2018 році Еммер переміг кандидата від Демократичної партії Яна Тодда, 61% проти 39%.

#### 2020 рік
У 2020 році Еммер переміг кандидатку від Демократичної партії колишню акторку Таню Заградку з рахунком 66% проти 34%.

#### 2022 рік
У 2022 році Еммер переміг кандидатку від Демократичної партії Джин Гендрікс, 62% проти 37%.

### Перебування на посаді члена Палати Представників
За даними Школи публічної політики Маккорта при Джорджтаунському університеті, Еммер мав двопартійний індекс -0,0 на 116-му Конгресі Сполучених Штатів у 2019 році, що поставило його на 192 місце з 435 членів. За даними системи відстеження голосів у Конгресі FiveThirtyEight на ABC News, Еммер у 91,5% випадків голосував за публічно-політичні позиції Дональда Трампа.
У жовтні 2020 року після того, як було встановлено, що Еммер спілкувався з особами, які дали позитивний результат тесту на коронавірус у Вашингтоні, як-от Дональд Трамп, Еммер літав рейсом Delta, порушуючи правила авіакомпанії, потенційно піддаючи вірусу інших пасажирів.
19 травня 2021 року Еммер та інші сім лідерів Палати представників Республіканської партії проголосували проти створення національної комісії для розслідування штурму Капітолія США 6 січня 2021 року. Тридцять п'ять республіканців Палати представників і всі 217 присутніх демократів проголосували за створення такої комісії.
У серпні 2021 року Еммер оприлюднив заяву про відставку голови Республіканської партії Міннесоти Дженніфер Карнаган після того, як її зв’язки з донором, стратегом і ймовірним секс-торгівцем Антоном Лаццаро стали загальнонаціональними новинами. Раніше Еммер отримав пожертву в розмірі 15 600 доларів від Лаццаро, яку Еммер сказав, що пожертвує на благодійність.
15 листопада 2022 року, після того як республіканці отримали більшість у Палаті представників, Еммер був обраний заступником голови фракції більшості. Він переміг, перемігши Дрю Фергюсона в першому турі та Джима Бенкса в другому з результатом 115-106 голосів.

## Політичні позиції

### Аборти
Еммер виступає проти абортів.

### Булінг
Під час теледебатів 9 жовтня 2010 року Еммер заявив, що виступатиме проти законодавства про боротьбу з цькуванням у школі молодих геїв і лесбійок. Еммер, який голосував проти законодавства про боротьбу з булінгом як законодавець штату, сказав, що вчителі несуть найбільшу відповідальність за припинення хуліганства, але припустив, що загроза судових позовів утримує їх від цього. "Я не думаю, що нам потрібно більше законів; я думаю, що нам потрібно більше розуміння", — сказав він.

### Клімат і середовище
Як представник штату, у 2007 році Еммер назвав кліматологію «кліматичним порно Ела Гора», посилаючись на документальний фільм Гора «Незручна правда».
Еммер був співавтором необов’язкової резолюції 2022 року на підтримку внутрішнього видобутку нафти та газу, яка не була прийнята. Пропозиція закликала Палату представників «підтримати безпечний і відповідальний розвиток енергетичних ресурсів шляхом буріння».
Ліга виборців захисту навколишнього середовища поставила Еммеру 5%, що є найнижчим показником серед членів Конгресу США від Міннесоти. Нещодавні голосування покращили його результат у 2021 році до 21%, порівняно із середнім показником у Палаті представників США, який становив 57%.

### Цифрові активи
Том Еммер є відвертим прихильником криптовалюти та цифрових активів. Він представив двопартійний Закон про чіткість цінних паперів, намагаючись встановити чіткість регулювання цифрових активів. У березні 2023 року, після краху дружніх до крипто-технологій Silvergate Bank і Signature Bank, він надіслав двопартійного листа голові FDIC Мартіну Дж. Грюнбергу, запитуючи про ймовірне використання банківської нестабільності як зброї для витіснення легальних криптокомпаній з банківської системи.

### П'яне водіння
У 2009 році Еммер виступив ініціатором законопроекту, який передбачає скорочення терміну анулювання прав за водіння в нетверезому стані та за відмову проходити тест на тверезість. Прихильники законопроекту Еммера сказали, що «це необхідно, оскільки скасування судимості карає водіїв ще до того, як їхню провину буде доведено». "Матері проти водіння в нетверезому стані" та голова робочої групи Міннесоти з боротьби з п'яним водінням виступили проти законодавства , оскільки воно дозволило б заарештованим водіям продовжувати керувати автомобілем протягом часу між їх арештом і слуханням.

### Охорона здоров'я
Еммер виступає за скасування Закону про доступне лікування (Obamacare). Підтримавши версію американського Закону про охорону здоров’я в березні 2017 року (законопроект про скасування ACA), він проголосував за нього 4 травня 2017 року, перш ніж його оцінило Бюджетне управління Конгресу для визначення його економічного впливу.

### Мінімальна заробітна плата
У 2005 році, як представник штату, Еммер вніс поправку про скасування закону про мінімальну заробітну плату Міннесоти.

### Імміграція
Еммер підтримав указ президента Дональда Трампа від 2017 року про тимчасове обмеження імміграції із семи переважно мусульманських країн, доки не будуть розроблені кращі методи перевірки, сказавши: «Кожен має зробити глибокий вдих. Немає лакмусового папірця на основі релігії. Адміністрація, і я розумію, що вона змушена була так вчинити — вважає сім країн, визначених адміністрацією Обами, а не цією адміністрацією, найнебезпечнішими країнами, коли йдеться про потенційних терористів».

### Одностатеві шлюби
Еммер підтримав поправку до конституції штату, яка забороняє цивільне визнання одностатевих шлюбів або його правового еквівалента, заявивши: «Я вважаю, що шлюб — це союз між одним чоловіком і однією жінкою».  У березні 2007 року Еммер представив HF 1847, запропоновану поправку до Конституції Міннесоти, яка «визнає шлюбом або його правовим еквівалентом лише союз між одним чоловіком і однією жінкою». Пізніше виборці відхилили цю пропозицію.
Еммер був серед 47 республіканців, які проголосували за Закон про повагу до шлюбу, який кодифікує право на одностатеві шлюби у федеральному законі.

### Звинувачення в антисемітизмі
У 2019 році Еммер надіслав лист для збору коштів, який, як стверджували критики, містив антисемітські вигадки. У листі стверджувалося, що «ліві радикали по суті купили контроль над Конгресом для демократів» і що троє євреїв-мільярдерів (Майкл Блумберг, Том Стаєр і Джордж Сорос) «купили» контроль над Конгресом для демократів.
Еммер рішуче відкинув ці звинувачення, і численні республіканці виступили проти них, у тому числі Метт Брукс з Республіканської єврейської коаліції, який стверджував: «По-перше, Том Стаєр навіть не єврей; він є англіканином. По-друге, люди не можуть просто бути захищені від критики, тому що вони євреї, а не тоді, коли схожих людей критикують за однакові дії. Якщо справедливо критикувати братів Кохів, як це зробили провідні кандидати в президенти від Демократичної партії, тоді справедливо критикувати провідних спонсорів Демократичної партії».

### Державний суверенітет
У 2010 році Еммер виступив спонсором поправки до Конституції Міннесоти, яка дозволяла штату скасовувати федеральні закони.

### Податки
Еммер категорично виступає проти підвищення податків. Він також запропонував поступово знизити державний корпоративний податок з кінцевою метою його повного скасування.

## Особисте життя
У 1910 році прадід Еммера та його два брати заснували компанію Emmer Brothers Lumber. Зараз вона називається Viking Forest Products і належить працівникам.
Еммер має семеро дітей від дружини Жаклін, з якою він одружився в 1986 році . Він хокеїст і тренер.  Еммер — римо-католик.